# العلاقات الصومالية النيكاراغوية
العلاقات الصومالية النيكاراغوية هي العلاقات الثنائية التي تجمع بين الصومال ونيكاراغوا.

## مقارنة بين البلدين
هذه مقارنة عامة ومرجعية للدولتين:
| وجه المقارنة                                              | الصومال                        | نيكاراغوا        |
| --------------------------------------------------------- | ------------------------------ | ---------------- |
| المساحة (كم2)                                             | 637.66 ألف                     | 130.38 ألف       |
| عدد السكان (نسمة)                                         | 14.74 مليون                    | 6.22 مليون       |
| الكثافة السكانية (ن./كم²)                                 | 23.12                          | 47.71            |
| العاصمة                                                   | مقديشو                         | ماناغوا          |
| اللغة الرسمية                                             | اللغة الصومالية، اللغة العربية | اللغة الإسبانية  |
| العملة                                                    | شلن صومالي                     | كوردبا نيكاراغوا |
| الناتج المحلي الإجمالي (بليون دولار)                      | 7.37 مليار                     | 13.81 مليار      |
| الناتج المحلي الإجمالي (تعادل القوة الشرائية) بليون دولار |                                | 31.63 مليار      |
| الناتج المحلي الإجمالي الاسمي للفرد دولار أمريكي          | 549                            | 2.09 ألف         |
| الناتج المحلي الإجمالي للفرد دولار أمريكي                 |                                | 4.92 ألف         |
| مؤشر التنمية البشرية                                      |                                | 0.631            |
| رمز المكالمات الدولي                                      | +252                           | +505             |
| رمز الإنترنت                                              | .so                            | .ni              |
| المنطقة الزمنية                                           | ت ع م+03:00                    | 00               |

## منظمات دولية مشتركة
يشترك البلدان في عضوية مجموعة من المنظمات الدولية، منها:
| علم المنظمة | اسم المنظمة                               | تاريخ انضمام الصومال | تاريخ انضمام نيكاراغوا |
| ----------- | ----------------------------------------- | -------------------- | ---------------------- |
|             | مؤسسة التنمية الدولية                     | 31 أغسطس 1962        | 30 ديسمبر 1960         |
|             | يونسكو                                    | 15 نوفمبر 1960       | 22 فبراير 1952         |
|             | الأمم المتحدة                             | 20 سبتمبر 1960       | 24 أكتوبر 1945         |
|             | الاتحاد البريدي العالمي                   | ?                    | ?                      |
|             | البنك الدولي للإنشاء والتعمير             | 31 أغسطس 1962        | 14 مارس 1946           |
|             | الاتحاد الدولي للاتصالات                  | 28 سبتمبر 1962       | 12 مايو 1926           |
|             | منظمة حظر الأسلحة الكيميائية              | ?                    | ?                      |
|             | مؤسسة التمويل الدولية                     | 31 أغسطس 1962        | 20 يوليو 1956          |
|             | المركز الدولي لتسوية المنازعات الاستشارية | 30 مارس 1968         | 19 أبريل 1995          |
|             | منظمة الشرطة الجنائية الدولية             | ?                    | ?                      |

## وصلات خارجية
- موقع وزارة الخارجية الصومالية
- موقع وزارة الخارجية النيكاراغوية